# Теорія соціальної ідентичності
Теорія соціальної ідентичності — теорія, що описує напрямок індивідуальних знань[прояснити] про приналежність людини до певної соціальної групи, яка має емоційне й оціночне значення для індивіда і його членства у групі. Розвиток теорії соціальної ідентичності тісно пов'язаний з польським соціологом Анрі Тешфелом. Відповідно до цієї теорії усвідомлення місця людини в соціумі базується на віднесенні себе до певної соціальної групи. На думку Тешфеля, усвідомлення групового членства реалізується безпосередньо здійсненням ряду кроків: соціальної категоризації (осмислення соціального оточення складеного з різних груп), соціальної ідентифікації (зробленій на основі порівняння вибору групи, в яку занурює себе індивід), нарешті власної соціальної ідентичності (повного визнання групи у яку помістив себе індивід).

## Основні положення теорії

### Міжособисті стосунки та стосунки всередині групи
Згідно з теорією соціальної ідентичності, соціальна поведінка людини варіюється у діапазоні від участі тільки в міжособистих відносинах тільки до участі у стосунках всередині групи. Перше визначається особистісними характеристиками учасників, а також характером відносин між ними. Стосунки всередині групи відрізняються тим, що людина, вступаючи в даний тип стосунків, постає як член соціальної групи, а не як індивід. Беззаперечно, у реальному житті поведінка людини визначається поєднанням цих двох типів.

### Позитивна соціальна ідентичність
Члени соціальної групи прагнуть до того, щоб досягти, а після підтримувати позитивну соціальну ідентичність цієї групи. Позитивна соціальна ідентичність досягається в результаті сприятливої оцінки групи у порівнянні з релевантними соціальними групами.
Так, школяру, який сприймає себе членом свого класу, для формування позитивної соціальної ідентичності, необхідно осмислити, що його клас за певними параметрами (успішністю, спортивними досягненнями дружністю стосунків тощо) краще інших класів. Релевантними групами в цьому випадку є паралельні класи.
Виділяють кілька стратегій досягнення позитивної соціальної ідентичності. Вони зводяться до того, що індивід може зробити для покращення репутації своєї групи, а у випадку, якщо бар'єри переходу в групу з більш позитивною соціальною ідентичністю невеликі, що індивід може зробити для переходу в цю групу.

### Індивідуальна мобільність
Індивідуальна мобільність означає переміщення однієї людини соціальними сходинками. Коли бар'єри переходу в «успішнішу» групу невеликі, індивід може дистанціюватися від групи й переслідувати особисті цілі, які можуть відрізнятися від групових.

### Соціальна креативність
Коли бар'єри виходу з групи являються неможливими, члени групи намагаються досягнути позитивної соціальної ідентичності такими способами, як зміни критеріїв порівняння з іншими групами чи зміни самого місця порівняння.

### Соціальна конкуренція
Застосовуючи цю стратегію, учасники групи вступають у безпосередню конкуренцію з релевантними соціальними групами. Вони зводяться до того, що індивід може зробити для покращення репутації своєї групи, а у випадку, якщо бар'єри переходу в групу з більш позитивною соціальною ідентичністю невеликі, що індивід може зробити для переходу в цю групу.

### Колективний нарцисизм
Пошук позитивної соціальної ідентичності може приводити до так званого колективного нарцисизму. По аналогії з індивідуальним нарцисизмом під нарцисизмом колективним розуміється демонстрація перебільшеної гордості від приналежності до тієї чи іншої соціальної групи, чи вона злочинне угрупування, визначена релігія чи народ. Так же як окремі особи, що страждають нарцисичним розладом, колективні нарциси відчувають внутрішню невпевненість у своїй перевазі, що часто проявляється компенсуючим агресивним проявам. Існує думка про те, що колективний нарцисизм має вплив на політичні процеси різного масштабу від локального до глобального.